# Andrä Wolter
Andrä Wolter (* 28. November 1950 in Oldenburg) ist ein deutscher Erziehungswissenschaftler.

## Leben und Wirken
Andrä Wolter studierte ab 1969 Pädagogik, Geschichte und Soziologie an der Pädagogischen Hochschule/Universität Oldenburg und schloss 1976 als Diplom-Pädagoge ab. Danach war er Wissenschaftlicher Mitarbeiter und Wissenschaftlicher Assistent an der Universität Oldenburg und wurde 1986 mit der Arbeit Das Abitur zum Dr. phil. promoviert.
1990 bis 1993 arbeitete er als Arbeitsbereichsleiter für Hochschule und Forschungseinrichtungen am Institut für Entwicklungsplanung und Strukturforschung an der Universität Hannover. 1992 habilitierte er sich an der Universität Oldenburg im Fachgebiet Erziehungswissenschaft mit dem Schwerpunkt Bildungsforschung und Bildungsplanung.
Von 1993 bis 2010 war er Professor für Organisation und Verwaltung im Bildungswesen an der Technischen Universität Dresden. 1997 war er Gastprofessor am „Centre for Policy Studies in Higher Education“ der University of British Columbia in Vancouver, Kanada. Von 2004 bis 2006 wurde er von seiner Professur beurlaubt und war Abteilungsleiter „Hochschulforschung“ beim HIS Hochschul-Informations-System in Hannover.
Seit 2010 ist er Professor für Erziehungswissenschaftliche Forschung zum Tertiären Bildungsbereich am Institut für Erziehungswissenschaften der Philosophischen Fakultät an der Humboldt-Universität zu Berlin.

## Mitgliedschaften
Andrä Wolter ist Vorsitzender des Wissenschaftlichen Beirates des Instituts für Hochschulforschung an der Martin-Luther-Universität Halle-Wittenberg sowie stellvertretender Vorsitzender der Deutschen Gesellschaft für wissenschaftliche Weiterbildung und Fernstudium. Wolter ist Mitglied des wissenschaftlichen Beirats der Hans-Böckler-Stiftung, der Canadian Society for the Study of Higher Education und der Deutschen Akademie der Technikwissenschaften (Acatech).
Er gehört zum Herausgeberkollektiv der Zeitschrift Das Hochschulwesen.

## Schriften
- Das Abitur. Dissertation. Universität Oldenburg. Holzberg, Oldenburg 1987, ISBN 3-87358-286-4.
- Von der Elitenbildung zur Bildungsexpansion. Bis, Oldenburg 1989 (Oldenburger Universitätsreden. Nr. 28).
- (Hrsg.); Die Öffnung des Hochschulzugangs für Berufstätige. Bis, Oldenburg 1991, ISBN 3-8142-0376-3.
- (Hrsg.): Regionale Strukturanalyse des Schul- und Hochschulsystems in Niedersachsen. Teilband 2. Hannover 1992, ISBN 3-922739-41-5.
- Hochschulzugang im Umbruch? Bis, Oldenburg 1994, ISBN 3-8142-1063-8 (Oldenburger Universitätsreden. Nr. 63).
- mit Christine Maetzing, Inge Schütt: Bildungsentwicklung und Studiennachfrage in Sachsen-Anhalt. Institut für Entwicklungsplanung und Strukturforschung, Hannover 1994, ISBN 3-922739-50-4.
- Die Entwicklung der Studiennachfrage in der Bundesrepublik Deutschland. Institut für Entwicklungsplanung und Strukturforschung, Hannover 1995, ISBN 3-922739-52-0.
- Das deutsche Gymnasium zwischen Quantität und Qualität. Bis, Oldenburg 1997, ISBN 3-8142-1095-6 (Oldenburger Universitätsreden. Nr. 95).
- Zum Funktionswandel der Hochschule durch lebenslanges Lernen. Bis, Oldenburg 2001, ISBN 3-8142-1130-8 (Oldenburger Universitätsreden. Nr. 130).
- mit Gisela Wiesner: Die lernende Gesellschaft. Lernkulturen und Kompetenzentwicklung in der Wissensgesellschaft. Juventa, Weinheim/München 2005, ISBN 978-3-7799-1316-0.
- mit Gisela Wiesner, Claudia Koepernik (Hrsg.): Der lernende Mensch in der Wissensgesellschaft. Perspektiven lebenslangen Lernens. Juventa, Weinheim/München 2010, ISBN 978-3-7799-1322-1.